# 舞鶴市立加佐中学校
舞鶴市立加佐中学校（まいづるしりつ かさちゅうがっこう）は、京都府舞鶴市岡田由里にある公立中学校。西舞鶴市街地から約13km離れた加佐地区にある、一級河川由良川や山々に囲まれた自然豊かな環境にある。2011年4月に舞鶴市立岡田中学校と舞鶴市立由良川中学校が統合して開校した（校舎は岡田中学校を使用）。2013年度の生徒数は95名である。

## 沿革
- 2011年4月 - 開校[1]

## 部活動
卓球部、野球部、バドミントン部、バレーボール部、合唱部

## 学校の周辺
- 由良川
- 京都縦貫自動車道舞鶴大江IC
- 京都府道570号西方寺岡田由里線

## 通学区域が隣接している学校
- 舞鶴市立城北中学校
- 舞鶴市立城南中学校
- 綾部市立何北中学校
- 福知山市立大江中学校
- 宮津市立宮津中学校
- 宮津市立栗田中学校